# Sociedad Electroquímica de Flix
La Sociedad Electroquímica de Flix (SEQF), que cambió su nombre por el de Electroquímica de Flix, S.A. (EQF) en 1951, fue una empresa española del sector químico que operó entre 1897 y 1973. A lo largo de su existencia tuvo su centro de producción en la localidad tarraconense de Flix.

## Historia

### Los primeros años
La empresa fue fundada en 1897, con un capital social de cuatro millones de pesetas de la época. En aquel momento su principal accionista era la empresa de capital alemán «Chemische Fabrik Electron» de Griesheim (Fráncfort del Meno). Instaló su fábrica de productos químicos en la localidad tarraconense de Flix, junto al río Ebro, aprovechando la existencia de un antiguo azud para construir, con apoyo de la empresa Elektrizitäts AG de Núremberg, una central hidroeléctrica que proporcionaba la energía eléctrica necesaria para los procesos electroquímicos que pusieron en marcha. Utilizaba como material primas sal de las salinas de la Trinidad, en San carlos de la Rápita (Tarragona), lignito de las minas de Mequinenza (Zaragoza) y caliza de una cantera situada junto al Ebro, en Fayón (Zaragoza). Estableció su sede social en Barcelona.  Entre los productos que comercializaba se encontraban el clorato de potasio, hipoclorito de calcio (que recibía el nombre comercial de cloruro de cal), y sulfuro de sodio, teniendo un importante volumen de exportación fuera de España.
En 1904, firmó un acuerdo con Sociedad Anónima Cros para la distribución de los productos que fabricaba en Flix. A partir de 1925, Chemische Fabrik Electron pasó a formar parte del consorcio químico alemán IG Farben. En la década de 1940 la empresa conocida como La Canadiense construye el embalse de Flix, lo que supone que SEQF desmonte sus instalaciones hidroeléctricas. En 1945 el Gobierno español, tras la derrota alemana de la Segunda Guerra Mundial y su adhesión práctica a los Acuerdos de Bretton Woods, interviene la empresa hasta 1951.

### Filial de Cros
En 1951 los aliados obligan a IG Farben a dividirse nuevamente en varias de las compañías que originalmente la habían formado. Ese mismo año Sociedad Anónima Cros adquiere la mayoría del capital de SEQF, que pasa a denominarse Electroquímica de Flix (EQF), quedando una parte del capital en manos de la alemana Hoechst AG —que hasta entonces había formado parte de IG Farben—.
En 1972 Hoechst vende su participación en EQF (37,5%) a la Sociedad Anónima Cros y, finalmente, abandona sus instalaciones en Flix para reubicarlas en el nuevo polígono químico de Tarragona que en aquellos años se comienza a instalar. Cros terminó absorbiendo a EQF en 1973.